# Elektra Bregenz

Logo

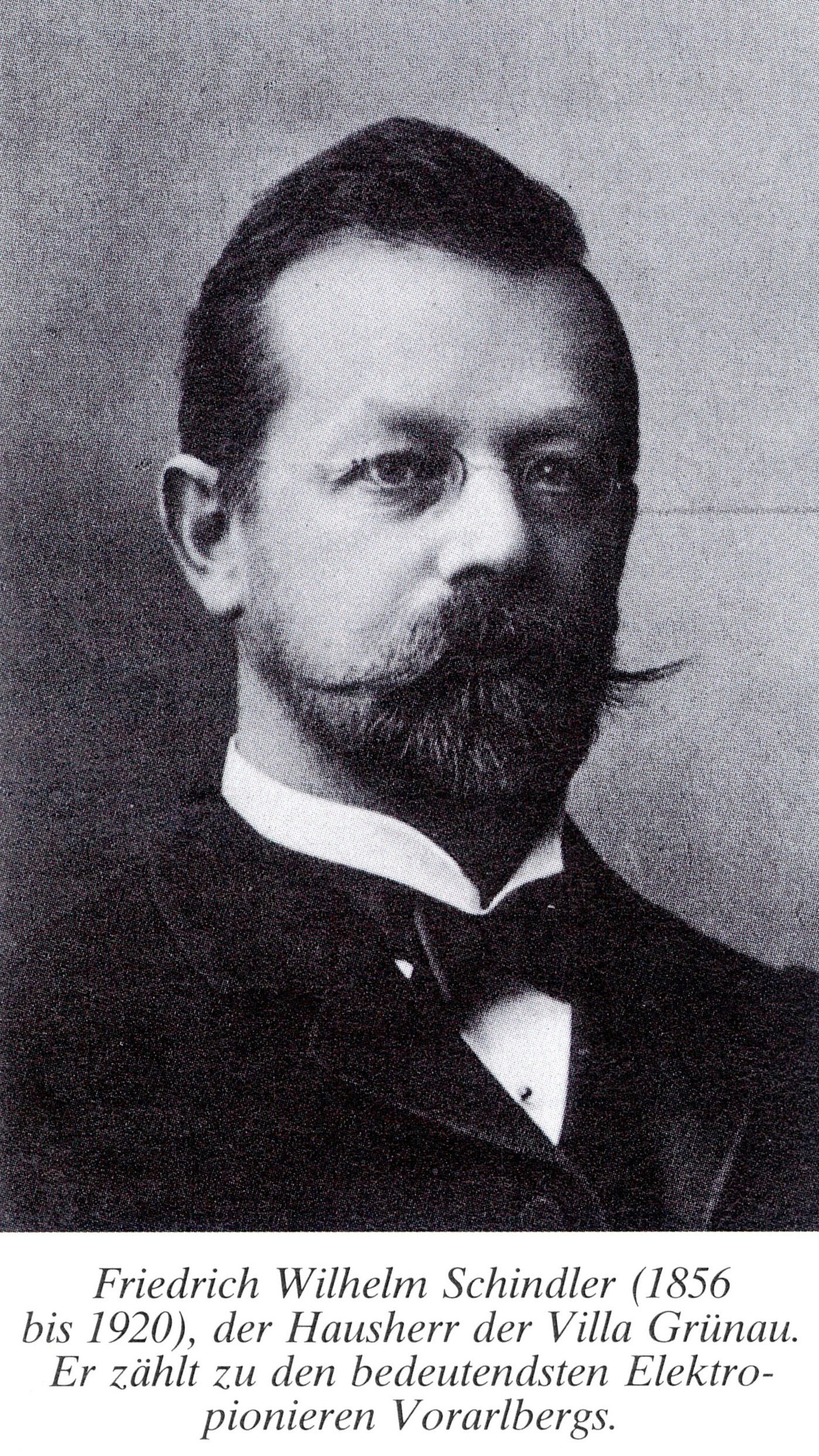
Friedrich Wilhelm Schindler

Elektra Bregenz ist der frühere Name des Hausgeräteherstellers Beko Austria AG,  der in Österreich Produkte unter anderem der Marke elektrabregenz vertreibt. Das Unternehmen gehört heute zum türkischen Arçelik-Konzern. Die früher in Österreich angesiedelte Produktion wurde ins Ausland verlagert.

## Geschichte
1893 präsentierte der österreichisch-schweizerische Erfinder und Unternehmer Friedrich Wilhelm Schindler auf der Weltausstellung in Chicago die erste vollelektrifizierte Küche. Diese erste vollständig ausgebaute elektrische Heiz- und Kocheinrichtung wurde mit einer Goldmedaille prämiert und legte den Grundstein für das Unternehmen und die Marke Elektra Bregenz.
1898 erwarb Schindler das Schweizer Unternehmen Grimm und Co. und fusionierte dieses mit dem Unternehmen Elektra des Wiener Ingenieurs Emil Siegmund. Das führte zur Gründung des Unternehmens Elektra, das ab 1901 seinen Sitz in Bregenz hatte.
Um die Jahrhundertwende wurden im Verkaufskatalog des Unternehmens bereits mehr als 2.000 verschiedene Elektrogeräte angeführt. Diese Haushaltsgeräte – wie Heizkörper, Koch- und Backherde, Fußwärmer, elektrische Teekessel, Kaffeemaschinen, Tauchsieder, Bügeleisen oder Bettwärmer – wurden in Handarbeit hergestellt und unter der Marke „Elektra“ verkauft.
1908 kam der Festbrennstoff-Haushaltsherd auf den Markt. In den 1920er-Jahren erfolgte die Umstellung auf maschinelle Serienfertigung. Ab 1917 war das Werksgelände zudem direkt an die Bregenzerwaldbahn angeschlossen.
1948 brachte das Unternehmen den ersten Elektroherd mit thermostatischer Temperaturregelung des Backrohrs auf den Markt. 1949 wurde Elektra Bregenz erstmals als Marke beim Österreichischen Patentamt angemeldet. 1950 begann das Unternehmen mit der Produktion von Kühlschränken.
Im Jahr 1965 erfolgte die Eingliederung von Elektra Bregenz in den Konzern Brown Boveri. Einige technische Neuerungen wurden auf den Markt gebracht. So fanden etwa Solarspeicher Einzug in die Produktion. 1968 fand die Jubiläumsausstellung „75 Jahre Elektra Bregenz“ im Künstlerhaus Wien statt. 1972 erhielt das Unternehmen die staatliche Auszeichnung und durfte das Bundeswappen im Geschäftsverkehr verwenden. 1981 hatte das Unternehmen 456 Mitarbeiter und erzielte einen Umsatz von 620 Mio. Schilling (ca. 47 Mio. Euro). 1977 startete Elektra Bregenz auch mit Unterhaltungselektronik.
Im Jahr 1978 erwarb der deutsche Haushaltsgerätehersteller Blomberg die Elektra Bregenz GmbH. 1985 wurden die Tirolia-Werke G.m.b.H. in Schwaz von Elektra Bregenz übernommen und der Standort nach Tirol verlegt. 1987 eröffnete die erste Mikrowellengeräteproduktion in Schwaz. Die gesamte Produktion wanderte von Bregenz nach Schwaz. 1989 wurde die Produktion in Bregenz eingestellt.
Um 1990 übernahm Austria Email AG den Bereich Elektro-Heißwasser-Technik (Markenname: EHT) von Elektra Bregenz und gab den Heißwasserspeicher-Basismodellen die bekannte Typ- und Markenbezeichnung EHT.
Im Jahr 1992 wurde die Blomberg-Gruppe und damit auch Elektra Bregenz von der EL.FI-Gruppe aus Italien übernommen. So wanderte die Produktion von Einbauherden und Mulden aus Bassano/Italien nach Schwaz. Ende 1993 wurde Elektra Bregenz von der zur EL.FI-Gruppe gehörenden TEM (Thomson Electromenager SA, Paris) übernommen. 1995 erfolgte die Umwandlung der TEM Electromenager in Groupe Brandt und am 1. August 1997 die Trennung in Elektra Bregenz AG (Vertrieb) und die Elektra Bregenz ProduktionsgesmbH (Produktion).

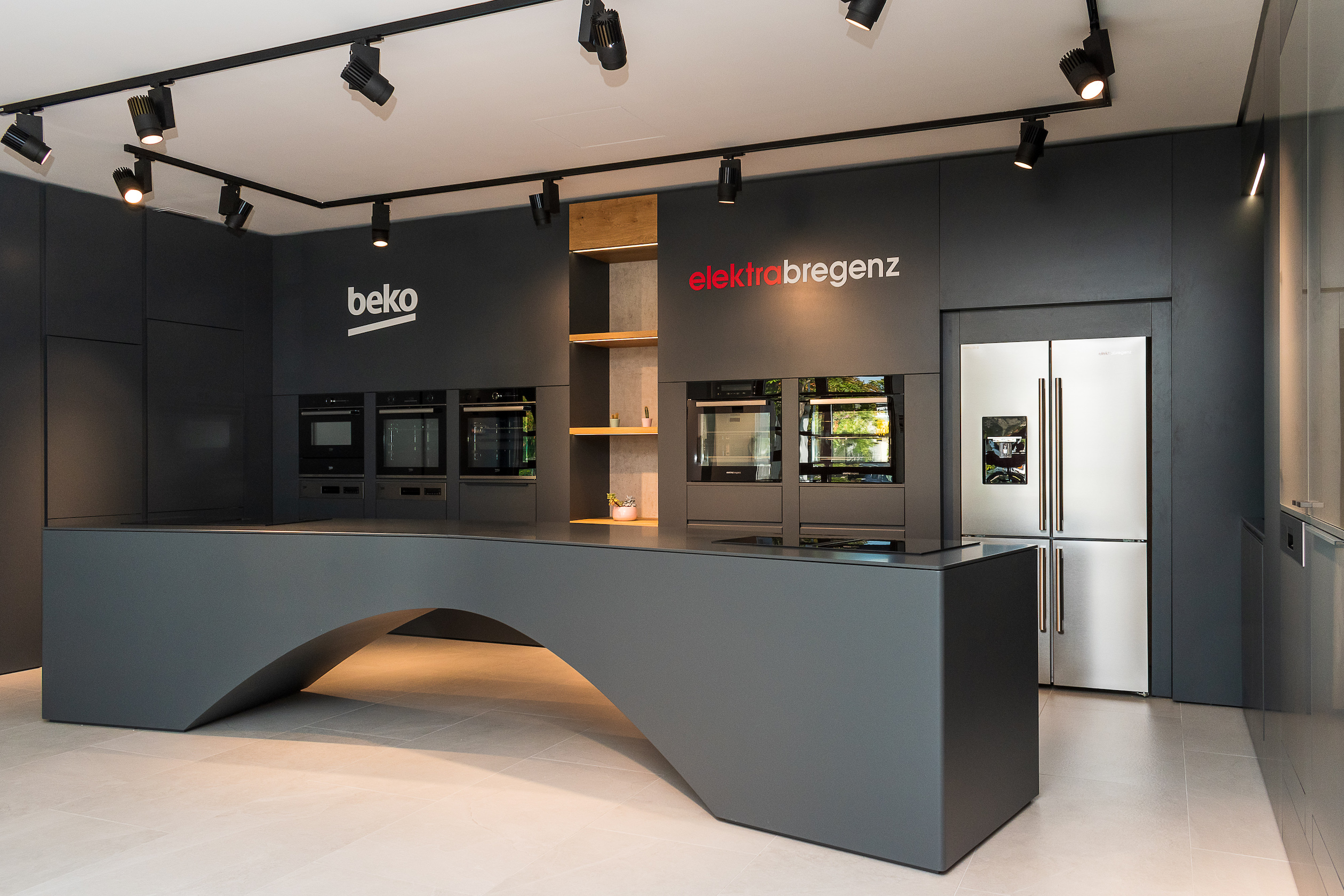
Elektrabregenz-Showküche im Schauraum der Beko Grundig Österreich AG

Nach dem Konkurs der Moulinex-Brandt-Gruppe wurden 2002 beide Elektra-Bregenz-Unternehmen vom türkischen Arçelik-Konzern übernommen. 2003 wurde die Österreich-Zentrale von Schwaz nach Wien verlegt. Mit Juli 2003 wurde die Produktion in Schwaz eingestellt und diese in andere Arçelik-Produktionsstätten verlegt. Wie auch Blomberg wurde Elektra Bregenz eine Marke von Arçelik.
Die Österreich-Niederlassung hieß fortan Elektra Bregenz AG und vertrieb neben der Weißwaren-Marke Elektra Bregenz auch Haushaltsgeräte der internationalen Marke Beko. In weiterer Folge erhielt die Marke elektrabregenz eine andere Schreibweise als die Elektra Bregenz AG.
2005 brachte Arçelik die Marke Grundig auf den österreichischen Markt. Unter dem Dach der Elektra Bregenz AG wurde Grundig Schwesternmarke von elektrabregenz und Beko.
Im Jänner 2022 erfolgte die Umbenennung der Elektra Bregenz AG in Beko Grundig Österreich AG. Elektrabregenz bleibt weiterhin als Marke, die exklusiv in Österreich vertrieben wird, bestehen. Unter der Marke elektrabregenz werden heute Haushaltsgeräte in den Kategorien Backen, Dunstabzugshauben, Kochen (Herde, Mikrowellen, Kochfelder), Kühlen/Gefrieren, Spülen, Trocknen und Waschen angeboten.
Im April 2022 startete ein Rebranding der Marke elektrabregenz und das  Unternehmen wurde in Beko Austria AG umfirmiert.

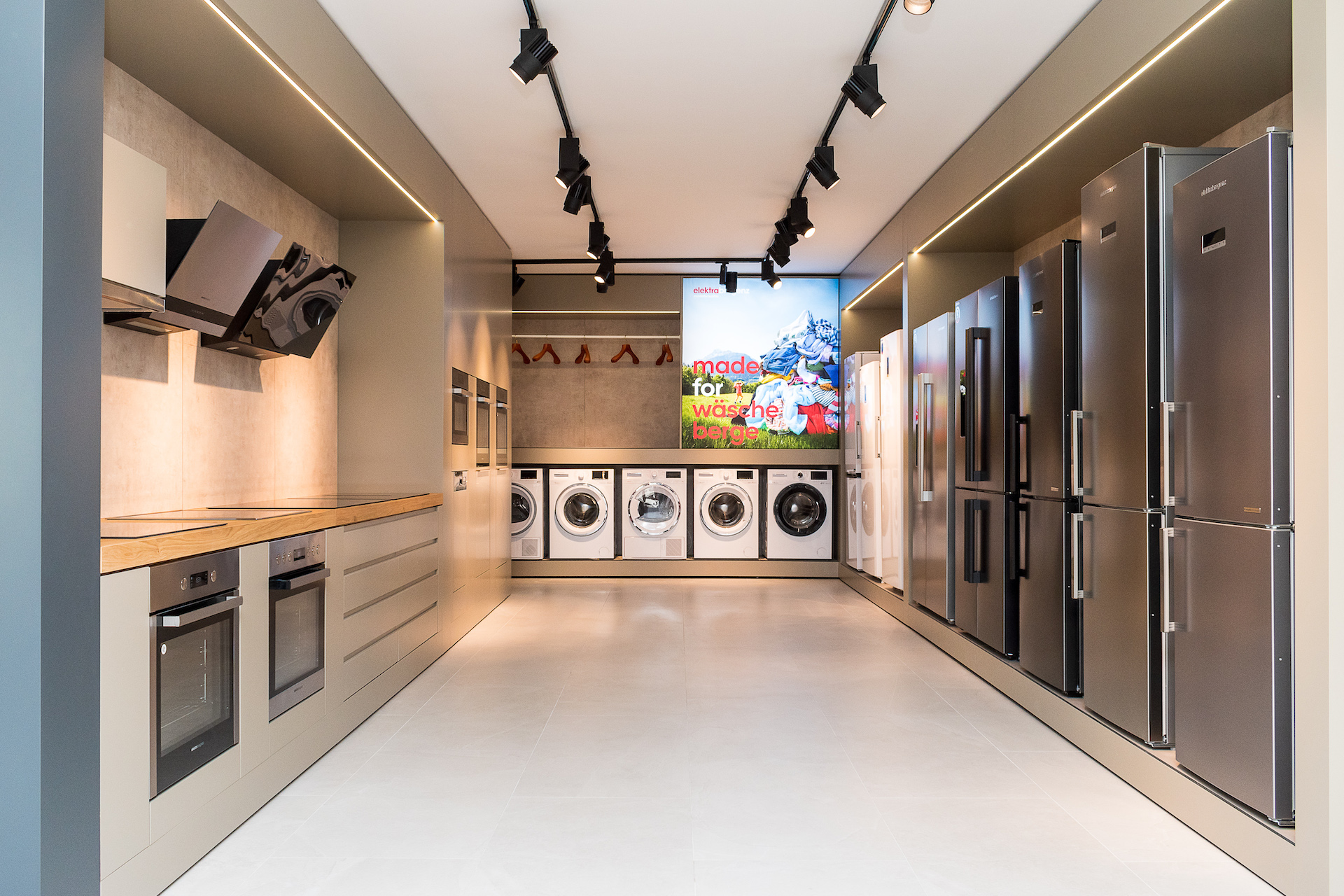
Elektrabregenz-Geräte im Schauraum der Beko Grundig Österreich AG, 2022